# Блажијевићи
Блажијевићи су насељено мјесто у општини Сребреница, Република Српска, БиХ. Према попису становништва из 1991. у насељу је живјело 285 становника.

## Географија
Блажијевићи су сеоско насеље смештено у југоисточном делу општине Сребреница. Од Сребренице, село је удаљено око 32,5 km. Са самим градом и другим деловима општине повезано је асфалтним путем, до Крагљиводе (21,5 km), а други део пута (Крагљивода-Блажијевићи, 11 km) је макадамски пут који повезује неколико села: Токољак, Крњићи, Радовчићи итд. Топографски гледано, насеље је смештено у горњем делу слива Прибојевићке ријеке, леве притоке Бујаковићке ријеке, која је највећи водоток у овом, источном делу општине.
Делови овог насеља налазе се на различитим надморским висинама (700-800 м н/в), дакле насеље припада нископланинском типу. Само насеље припада групи насеља разбијеног типа са следећим засеоцима, одн. деловима насеља: Блажијевићи, Грубановићи, Мехмедовићи и Мошићи. У геолошком погледу село је изграђено од палеозојских творевина као што су пешчари и песковити аргилошисти.
На подручју сеоског атара постоји неколико мањих и кратких водотока који се уливају у Бујаковићку ријеку. У околини насеља постоји мањи број извора питке воде слабе издашности, које је раније становништво користило за водоснабдевање.
Површина катастарске општине Блажијевићи, одн. сеоског атара износи око 7,1 km², а од тога је 52% у приватном власништву. Пољопривредно земљиште чини 62,8%, а обрадиво 39,2% од укупне површине атара. Густина насељености на попису 1991. године, износила је 40 ст./1 km², што је било знатно испод општинског просека.

## Историја
Насеље Блажијевићи, под данашњим именом, не спомиње се у старијим историјским изворима. Етимологија имена овог села је словенска и вероватно је повезана са рељефним облицима, т.ј падинама које имају мале, благе падове.

## Становништво
По посљедњем службеном попису становништва из 1991. године, насељено мјесто Блажијевићи имало је 284 становника.
| Националност       | 1991. | 1981. | 1971. | 1961. |
| Срби               | 133   | 193   | 377   | 440   |
| Муслимани          | 151   | 178   | 216   | 195   |
| Југословени        | 1     | 88    |       |       |
| остали и непознато |       | 9     |       |       |
| Укупно             | 285   | 468   | 593   | 635   |

| Демографија | Демографија | Демографија |
| Година      | Становника  | Становника  |
| ----------- | ----------- | ----------- |
| 1948.       | 539         |             |
| 1953.       | 583         |             |
| 1961.       | 635         |             |
| 1971.       | 593         |             |
| 1981.       | 468         |             |
| 1991.       | 285         |             |

Као и за већину насеља сребреничког краја, подаци о становништву су познати тек од времена аустроугарских пописа. На првом попису 1879. године, Блажијевићи су имали 225 становника и како се наводи сви становнци су били гркоисточне, одн. православне вере. Следећи попис 1885. године, забележио је 399 становника и тада се на попису поред православних појављује и знатан број муслимана, тачније било је 287 православаца и 112 муслимана, јер одређени муслимански засеоци на претходном попису нису вођени као део насеља Блажијевићи. У наредном периоду становништво расте и пописом из 1895. године, у селу живи 429 становника, 300 православаца и 129 муслимана, а 1910.. године, у селу је 458 становника, 344 православца и 124 муслимана.
У периоду Краљевине Југославије, одн. на попису 1921. године, Блажијевићи су имали 360 становника, 258 православаца и 102 муслимана. Смањење броја становника условљено је претходним ратним дешавањима у току Првог светског рата.
У периоду социјалистичке Југославије, Блажијевићи су имали следећи број становника:
- 1948. године — 539;
- 1953. године — 583;
- 1961. године — 635, Срби — 440, Муслимани — 195;
- 1971. године — 593, Срби — 377, Муслимани — 216;
- 1981. године — 468, Срби — 193, Муслимани — 178, Југословени — 88, остали и непознато — 9;

Од 1961. године, као што се и види из пописне евиденције, долази до знатног смањења становништва, и то претежно српског. Највећи број напушта село и одлази послом угл. у оближње веће центре Сребреницу, Братунац и Бајину Башту. Муслиманско становништво уз мање исељавање, као и вишу стопу наталитета полако преузима примат у бројности.

### Попис1991.
| Попис 1991.‍ | Попис 1991.‍ | Попис 1991.‍ | Попис 1991.‍ | Попис 1991.‍ |
| ----------- | ----------- | ----------- | ----------- | ----------- |
|             |             |             |             |             |
| Муслимани   | Муслимани   |             | 151         | 53,16%      |
| Срби        | Срби        |             | 131         | 46,12%      |
| остали      | остали      |             | 2           | 0,70%       |
| укупно: 284 |             |             |             |             |

На попису становништва 1991. године, у Блажијевићима живи 284 становника (147 мушких и 137 женских), а у националном смислу су се изјаснили: Муслимани — 151, Срби — 131 и 2 особе из реда осталих или непознато. У селу су биле 84 куће у којима су живела 64 домаћинства. У току грађанског рата у Босни и Херцеговини, готово цело село је било спаљено и порушено.
Пописом из 1991. године, забележено је да је у селу било 140 привредно активних становника, највише у пољопривреди. Од укупног броја становника, старости 10 и више година, било је 45 неписмених лица или 18,1% од укупне популације ове старосне доби. Од укупно 222 становника старија од 15 година, без школске спреме је било 57 особа, са незавршеном пуном основном школом 85, потпуно основно образовање је имало 56 лица, средње 21 особа, а високо 2 особе мушког пола.

## Фамилије
На подручју насеља Блажијевићи је по попису из 1991. године, живела 21 фамилија, 12 српских и 9 муслиманских, распоређених у 37 српских и 27 муслиманских домаћинстава.

### Муслиманске фамилије у Блажијевићима
У засеоку Делићи, живеле су две фамилије:
- Бећировић (1 домаћинство, 7 чланова);
- Делић (3 домаћинства, 12 чланова);

У засеоку Мехмедовићи живело је 5 фамилија:
- Бектић (7 домаћинстава, 30 чланова);
- Делић (1 домаћинство, 4 члана);
- Гурдић (3 домаћинства, 20 чланова);
- Халиловић (1 домаћинство, 3 члана);
- Мемић (1 домаћинство, 9 чланова);

У засеоку Мошићи су живеле 4 фамилије:
- Бараковић (4 домаћинства, 16 чланова);
- Фејзић (1 домаћинство, 5 чланова);
- Халиловић (2 домаћинства, 32 чланова, једно домаћинство је имало 24 члана, као проширена породична задруга);
- Пудиловић (3 домаћинства, 13 чланова);

### Српске фамилије у Блажијевићима
У засеоку Мошићи живела је једна српска фамилија:
- Благојевић (1 домаћинство, 11 чланова);

У засеоку Блажијевићи живело је 8 фамилија:
- Ђукић (2 домаћинства, 3 члана);
- Катанић (11 домаћинстава, 39 чланова);
- Ковачевић (2 домаћинства, 4 члана);
- Обрадовић (2 домаћинства, 9 чланова);
- Савић (3 домаћинства, 9 чланова);
- Секулић (6 домаћинстава, 25 чланова);
- Вујић (1 домаћинство, 1 члан);
- Живановић (2 домаћинства, 9 чланова);

У засеоку Грубановићи живеле су три фамилије:
- Марковић (4 домаћинства, 13 чланова);
- Николић (1 домаћинство, 6 чланова);
- Стевановић (1 домаћинство, 2 члана);

У засеоку Делићи је живела једна фамилија:
- Стевановић (1 домаћинство, 2 члана);